# کارل هینک ماخا
کارل هینک ماخا (Karel Hynek Mácha) (زاده ۱۶ نوامبر ۱۸۱۰ – درگذشته ۶ نوامبر ۱۸۳۶) شاعر غزل‌سرای معروف چک بود که در سبک رمانتیک می‌سرود. شعر «ماه مه» (Máj) او از کلاسیک‌های ادبیات چک به‌شمار می‌آید.
وقتی بقایای کارل هینک ماخا را از نواحی مرزی به پراگ انتقال می‌دادند، تدفین دوباره‌اش به تظاهراتی ملی در برابر نازیسم بدل شد.

## زندگی
ماخا در خانواده‌ای فقیر به دنیا آمد و در پراگ بزرگ شد. پدر او سرکارگر یک آسیاب بود. ماخا در مدرسه لاتین و آلمانی آموخت و برای تحصیل در رشته حقوق به دانشگاه پراگ رفت. او در زمان دانشجویی تحت تأثیر جریان احیای ملی جمهوری چک قرار گرفت و از ادبیات رمانتیک انگلیسی و لهستانی نیز تأثیر پذیرفت. مدتی را در قلعه‌های ویران روستاهای بوهم به گردش پرداخت و در سال ۱۸۳۴ سفری نیز به ایتالیا داشت. پس از پایان تحصیل، در سال ۱۸۳۶ به عنوان حقوقدان در لیتومیه‌ژیتسه آغاز به‌کار کرد. او به هنگام کمک برای خاموش کردن یک آتش‌سوزی تلاش شدیدی کرد؛ چیزی نگذشت که دچار سینه‌پهلو شد و هنوز ۲۶سالگی او تمام نشده‌بود که درگذشت. ماخا همسر و فرزند داشت و قرار بود مراسم رسمی ازدواج خود را برگزار کند که یک روز پیش از این مراسم درگذشت.
ماخا در زمان مدرسه به آلمانی می‌نوشت اما از سال ۱۸۳۰ کوشش کرد شعر و داستان به زبان چک بنویسد. بیشتر آثار نثر او ناتمام مانده‌است اما وی در همین آثار گوی سبقت را از پیشینیان خود در ادبیات چک ربوده‌است. شعر ماه مه او که بهترین اثر او دانسته می‌شود در زمان انتشار با استقبال روبه‌رو نشد اما در سده بیستم تأثیر شگرفی بر شاعران و منتقدان ادبی چک به جای گذاشت.
یادداشت‌ها و نامه‌های ماخا مکمل مهمی برای نوشته‌های ادبی او هستند.